# Szimmetriaelv
A szimmetriaelvet Pierre Curie francia fizikus és kémikus fedezte fel a 19. század vége felé. Ez nagy lépést jelentett a fizikában. Az elv kimondja, hogy egy fizikai okozatban, amelyet kettő vagy több ok okozott, csak az a szimmetria marad meg, amely az összes kiváltó okban szerepelt. Ez azt jelenti, hogy léteznek olyan jelenségek, melyekben egy vagy több fizikai szimmetria nem játszik szerepet.
A Noether-tételből megtudjuk, hogy az energia, az impulzus és az impulzusnyomaték is felfoghatók szimmetriaként, ezekhez pedig tartozik egy-egy megmaradási tétel, amely szintén szimmetriaként fogható fel. A szimmetria és az ezzel kapcsolatos törvények fontos szerepet játszanak a fizikában.